# Helge Ande, kom från himlen
Helge Ande, kom från himlen är en sång med text från 1879 av Eveline Heede och musik komponerad omkring 1904 av William P Rowlands.

## Publicerad i
- Frälsningsarméns sångbok 1929 som nr 152 Under rubriken "Helgelse - Bön om helgelse och Andens kraft".
- Musik till Frälsningsarméns sångbok 1930 som nr 152.
- Frälsningsarméns sångbok 1968 som nr 707 under rubriken "Begynnelse och avslutning".
- Frälsningsarméns sångbok 1990 som nr 404 under rubriken "Helgelse".
- Sångboken 1998 som nr 42.